# Sistem (formație)
Sistem a fost o formație neconvențională din România. Aparițiile lor scenice includ butoaie de metal și plastic, baterie neconvențională, efecte speciale create de către membrii formației, tot ei fiind și cei care își dezvoltă propriile coregrafii și efecte speciale. 
Începând cu anul 2001, formația a colaborat cu Alexandra Ungureanu, care a înregistrat vocea principală a unor melodii precum „Emoții”, „Senzații” sau „Departe de tine”.

## Cele mai importante concerte
- European Karate Championship – Cluj Napoca/România  2000
- International Percussion Festival – Debrecen/Ungaria  2000
- Vengaboys & Friends Concert – București/România 2001
- Gala  Hagi – București/România  2001
- Music Festival – Chișinău/ Republica Moldova 2001
- Festivalul Internțional – Sighișoara /România   2001
- Festivalul București – București/România 2001 2002
- Festivalul Național de Muzică Mamaia – Romania, 2002
- Festivalul Muzical Callatis – România  2001, 2002, 2004
- Festivalul Internațional „Cerbul de aur” – România 2001, 2002, 2004, 2009
- Ziua Europei – Stockholm/Suedia 2004
- Selecția Națională pentru concursul Eurovision (Locul I) – București/România 2005
- Eurovision, semifinalele internaționale (locul I) – Kiev/Ucraina 2005
- Eurovision, finala internațională (locul III) feat. Luminița Anghel – Kiev/Ucraina 2005
- Deschidere concert Depeche Mode – București/România  2006
- Concert „Romania welcome in EU” – Bruxelles/Belgia 2006
- Concert de REvelion – Berlin/Germania 2006
- Expoziția Internațională  „Apa si dezvoltarea durabilă”– Zaragoza/Spania 2008
- Turneul „Romania, a land to discover” – Italia 2008
- „Europe on Water” – Istanbul/Turcia 2010
- „Nikki Beach, White Grand Opennig Party” - Marbella/Spania 2010
- „Balcan Beach Party” - Liepaja/Letonia 2010
- „The Ascension” Santiago de Compostela/Spania 2011
- Turneul "Pro Istoria fest" 2011 - 2012